# Blauwschimmelkaas

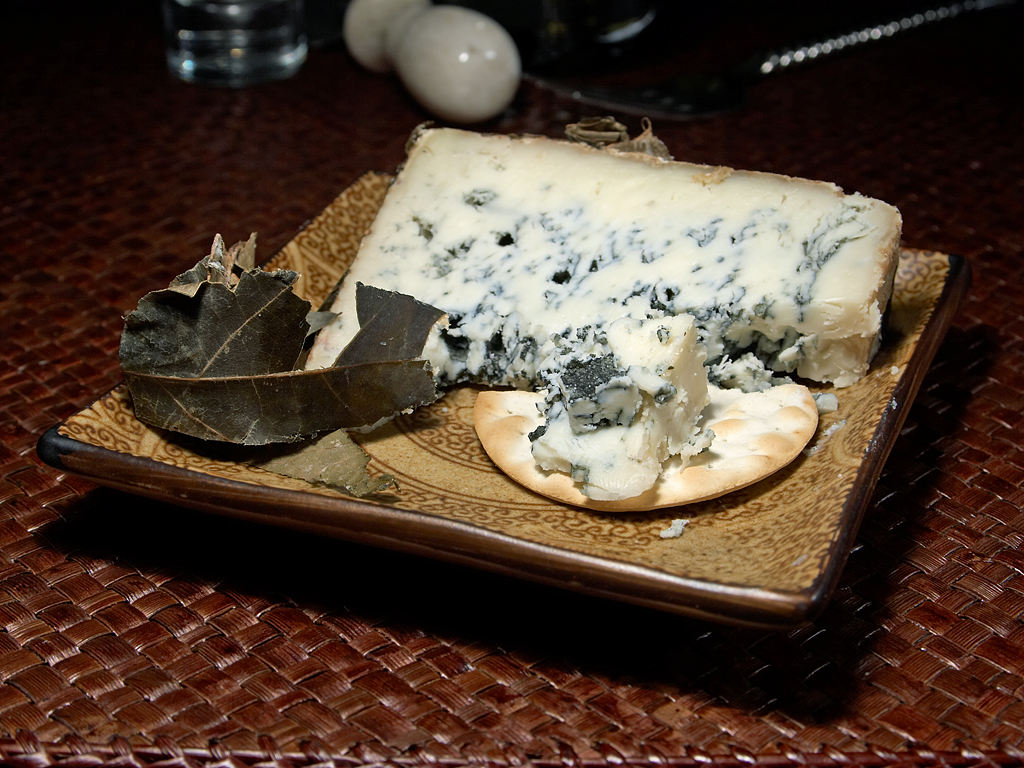
Stukje blauwschimmelkaas

Blauwschimmelkaas, ook wel blauwaderkaas genoemd, is een type schimmelkaas met een blauwe schimmel (Penicillium roqueforti) als opvallendste kenmerk. Roquefort, een schapenkaas uit Frankrijk is een goed voorbeeld. Een goedkopere soort is Bleu d'Auvergne, deze is gemaakt van koemelk. Uit Denemarken komt de Danish Blue of Danablu. Eveneens van koemelk worden de Engelse Stilton en de Italiaanse Gorgonzola gemaakt. Ook in Belgisch-Limburg en Noord-Brabant worden blauwschimmelkazen gemaakt.

## Giftigheid
Het is bekend dat Penicillium roqueforti onder bepaalde condities schadelijke secundaire metabolieten kan produceren, zoals bepaalde alkaloïden en andere mycotoxines. Ook het giftige aristolocheen en het in potentie neurotoxische roquefortine C vinden hun oorsprong in deze schimmel. Daarmee is niet gezegd dat deze stoffen in de kazen in schadelijke hoeveelheden voorkomen. In een risicoanalyse concludeerde de US Environmental Protection Agency: "P. roqueforti is een goedaardig organisme, dat geen ziektes veroorzaakt".